# Muscisaxicola capistratus
A Muscisaxicola capistratus a madarak (Aves) osztályának verébalakúak (Passeriformes) rendjébe és a királygébicsfélék (Tyrannidae) családjába tartozó faj.

## Rendszerezése
A fajt Hermann Burmeister német ornitológus írta le 1860-ban, a Ptyonura nembe Ptyonura capistrata néven. Szerepelt Muscisaxicola capistrata néven is.

## Előfordulása
Dél-Amerika déli részén, Argentína, Bolívia, Chile és Peru területén honos. Természetes élőhelyei a szubtrópusi és trópusi füves puszták és cserjések, sziklás környezetben, mocsarak és tavak környékén. Telelni északra vonul.

## Megjelenése
Testhossza 18 centiméter.

## Életmódja
A talajon keresgéli rovarokból álló táplálékát.

## Természetvédelmi helyzete
Az elterjedési területe nagyon nagy, egyedszáma pedig ismeretlen. A Természetvédelmi Világszövetség Vörös listáján nem fenyegetett fajként szerepel.